# Visscher

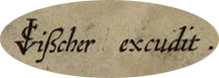
Drukkersmerk van C J Visscher

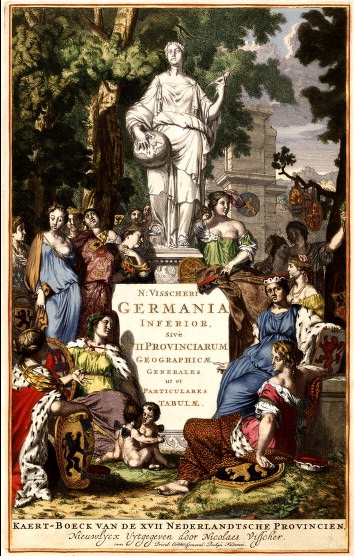
Titelblad Germania Inferior Visscher 1684

Het huis Visscher was in de 17e eeuw een producent van atlassen,  landkaarten en (nieuws)prenten.

## Claes Jansz. Visscher (1587-1652)
De stichter van het huis, de Amsterdammer Claes Janszoon Visscher, was, behalve een talentvol tekenaar, graveur en etser, ook een van de belangrijkste uitgevers van de 17e eeuw.
De gebeurtenissen van de Tachtigjarige Oorlog (1568-1648) zorgden voor een overvloed aan onderwerpen voor nieuwe kaarten en prenten. Afbeeldingen van belegeringen, veldslagen, de militaire situatie, de ligging der forten, schansen en liniën vormden het journaal van die tijd. Zowel het nieuws in Europa als dat over de verrichtingen van de Nederlanders in Azië en Amerika stond in de prenten centraal. Het huis Visscher zou zich in de toekomst in het uitgeven van oorlogskaarten blijven specialiseren.
De datering van de kaarten is vrij moeilijk. De nieuwskaarten werden uiteraard meestal wel van een jaartal voorzien. Een voorbeeld was de "Leo Belgicus", waarop Klaas in 1609 bij het ingaan van het Twaalfjarig Bestand alle zeventien provincies weergeeft als een leeuw. De slapende oorlogsgod Mars symboliseert het rusten van de wapens.
Ook het drukkersmerk van Claes Jansz. Visscher is vrij herkenbaar.
De kaarten van diens zoon en kleinzoon leveren meer problemen op. De datum wordt slechts sporadisch vermeld en de namen: Nicolaas, Nicolaes, Nicolai, Nicolaum &c. zijn ook niet echt onderscheidend te noemen.
Alleen de toevoeging: Cum Privilegium etc. kan op een eerste produktiedatum wijzen (vanaf 1677).

## Nicolaes Visscher I (1618-1679)

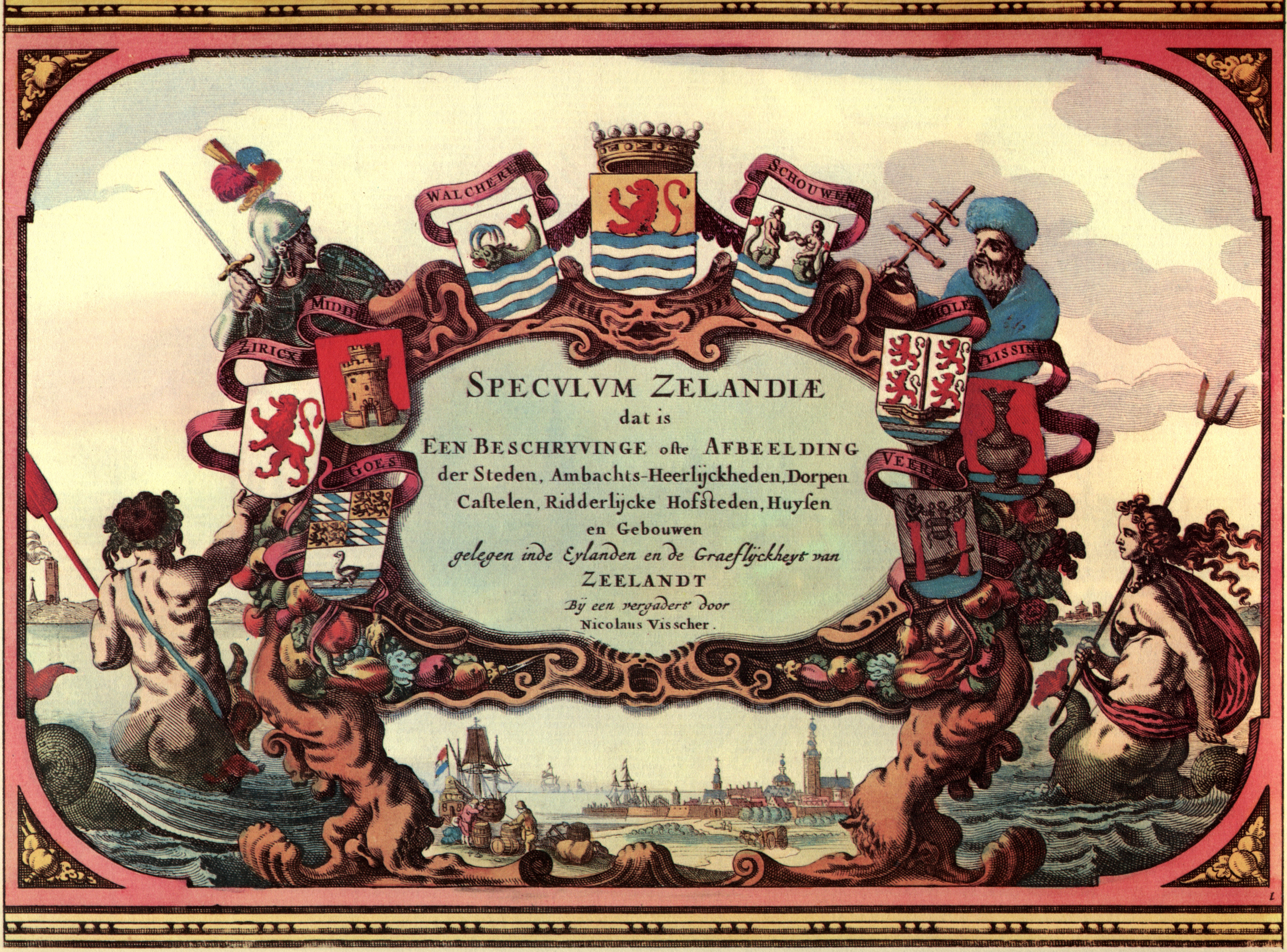
Titelpagina Speculum Zelandiæ 1660

Nicolaes was de enige zoon van Claes Jansz. Visscher. Hij is ook bekend onder de namen: Nicolaas of Claes Claesz. Na jaren bij zijn vader in de zaak te hebben gewerkt volgde hij hem na diens dood in 1652 op. In 1662 werd hij toegelaten tot het gilde der Amsterdamse boekverkopers en in 1677 kreeg Nicolaes, inmiddels een gerespecteerd uitgever, een 15-jarig octrooi van de staten van Holland en West-Friesland voor het drukken en uitgeven van kaarten. Twee jaar later overleed hij en werd begraven in dezelfde kapel als zijn vader.
Atlas-uitgaven Van Nicolaes I waren onder andere:
- "Atlas Contractus Orbis Terrarum" vanaf 1657.
- “Germania Inferior” vanaf 1663.
- “Atlas Minor” vanaf 1675.

Visschers atlassen werden vaak naar wens van de kopers samengesteld (de zogenaamde Atlas Contractus). Zij bevatten over het algemeen geen tekst, alleen soms een gedrukte index. Er werden kaarten gebruikt van andere makers, zelfgegraveerde en bewerkte koperplaten van zijn vader.
Een van de hoogtepunten in de zeventiende-eeuwse cartografie is de uit meerdere bladen bestaande wandkaart. Een voorbeeld hiervan -uit 1656- is de kaart van Zeeland:  “Zelandiae 
Comitatus novissima Tabula”. Deze bestond uit negen bladen die samengevoegd een afmeting had van 140 x 160 cm. Door middel van het toevoegen van stadsgezichten kon de kaart zelfs nog verder worden vergroot. Deze stadsgezichten werden op hun beurt rond 1668 gebundeld uitgegeven onder de naam: “Speculum Zelandiae”.

## Nicolaes Visscher II (1649-1702)

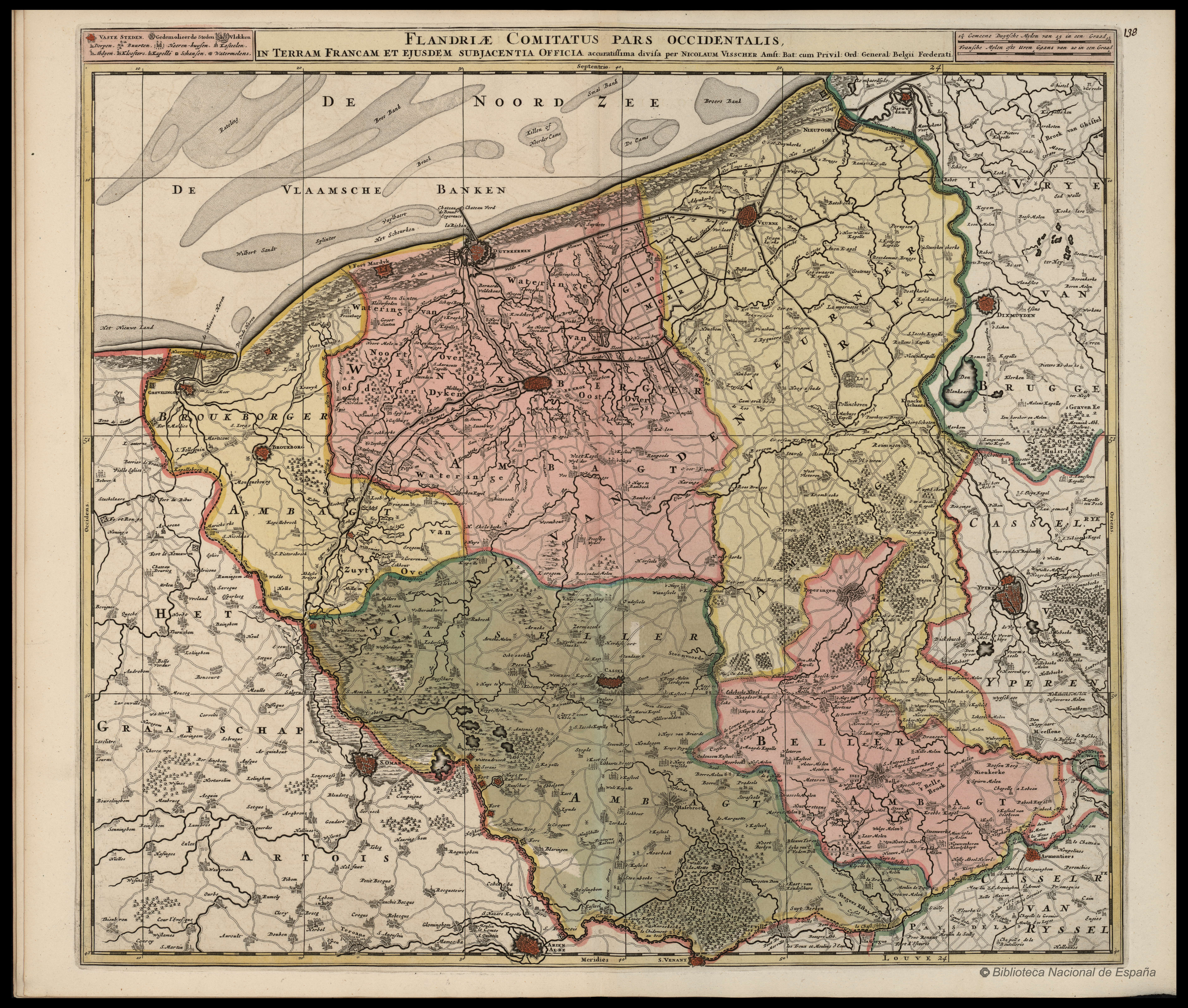
Flandriæ 1677

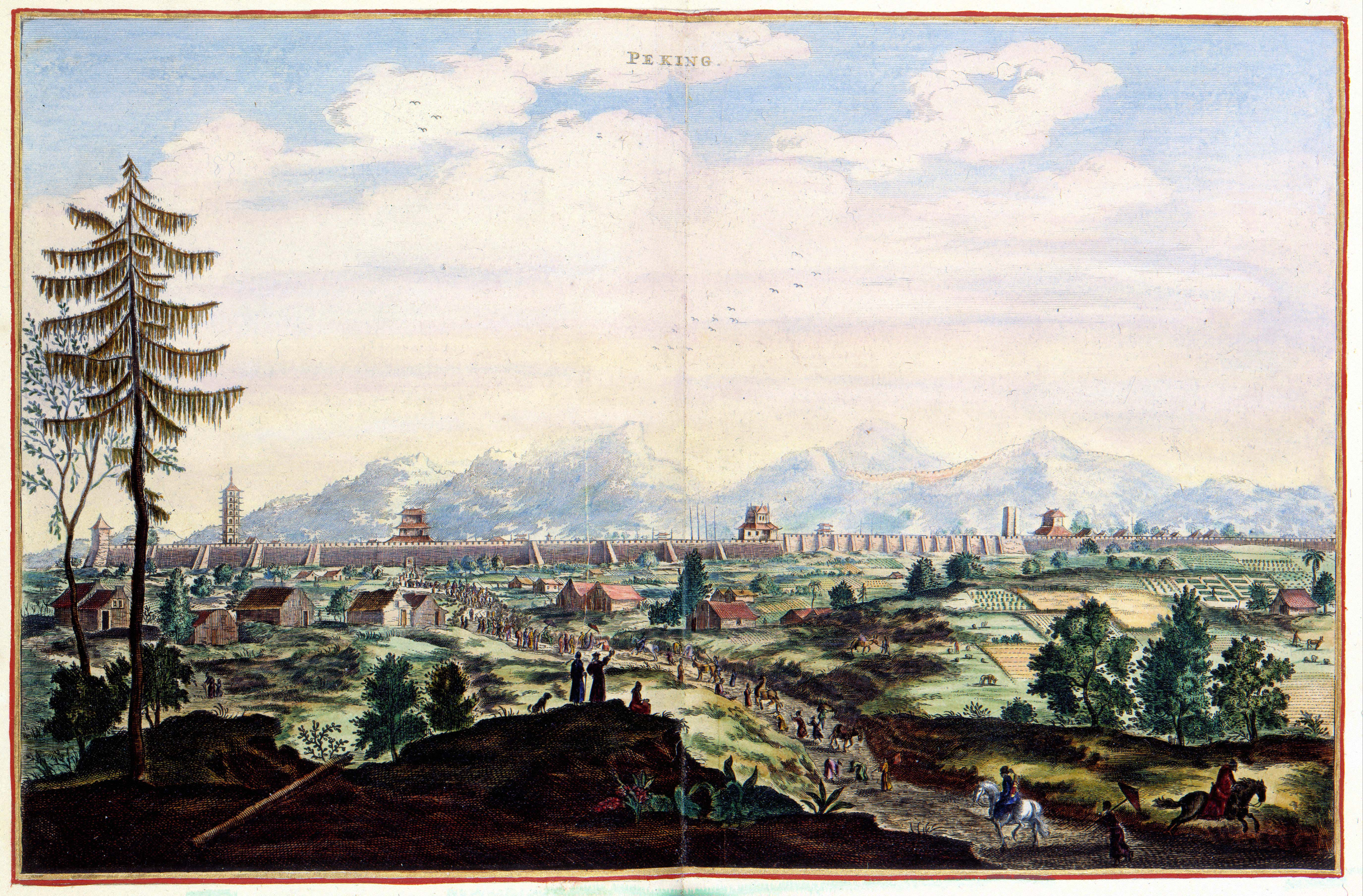
Atlas Van der Hagen, illustratie Peking

Nicolaes I werd opgevolgd door zijn zoon Nicolaes II. Hij verkreeg op 7 maart 1682 van de Staten-Generaal een vergelijkbaar octrooi als zijn vader. Er is een catalogus bekend uit die jaren (27 bladzijden!) die veel duidelijk maakt over het soort materiaal dat de uitgeverij aanbood. Slechts 10% bestond uit kaarten, de rest had betrekking op prentwerk. De Visschers zagen hun winkel in de eerste plaats als een kunsthandel, maar er was ook een grote keus aan kaarten voorhanden. De catalogus vermeldt ook de grote wandkaarten waarvan er weinig bewaard zijn gebleven.
Atlas-uitgaven van Nicolaes II:
- “Atlas Minor” uit 1683
- “Atlas Van der Hagen” uit 1683, rijk geillustreerd
- “Germania Inferior” uit 1684
- “Stoel des Oorlogs in Nederland” uit 1694.

De “Atlas Minor” was niet zo klein als gelijknamige atlassen uit die tijd. De uitgave was op folio-formaat (iets groter dan A4) en bevatte tussen de 60 en 150 kaarten.
Wat Visscher’s uitgaven onderscheidt van die van hun concurrenten is hun nadruk op het uitbeelden van de oorlogshandelingen uit die dagen. 
Nicolaes II kreeg steeds meer kaarten van eigen fabricage tot zijn beschikking en werd minder afhankelijk van de vroegere werken van vader en grootvader. Verouderde Visscher kaarten werden in 1684 bij opbod verkocht. In 1697 werd het octrooi vernieuwd en er kwam onder meer nog een uitgave van de Atlas Minor op de markt. 
In 1702 stierf Nicolaes II en ook hij werd in de Nieuwezijds Kapel bijgezet.
Zijn weduwe Elizabeth Verseyl nam de zaak over. Verschillende titels werden opnieuw uitgegeven. Een nieuwe verzameling was: “De Stoel des Oorlogs in de Werelt”.
Na haar dood in 1726 werd de uitgeverij overgenomen door Andries de Leth. Behoorlijk wat koperplaten kwamen in handen van Pieter Schenk en Carel Allard.

## Kaarten & Prenten

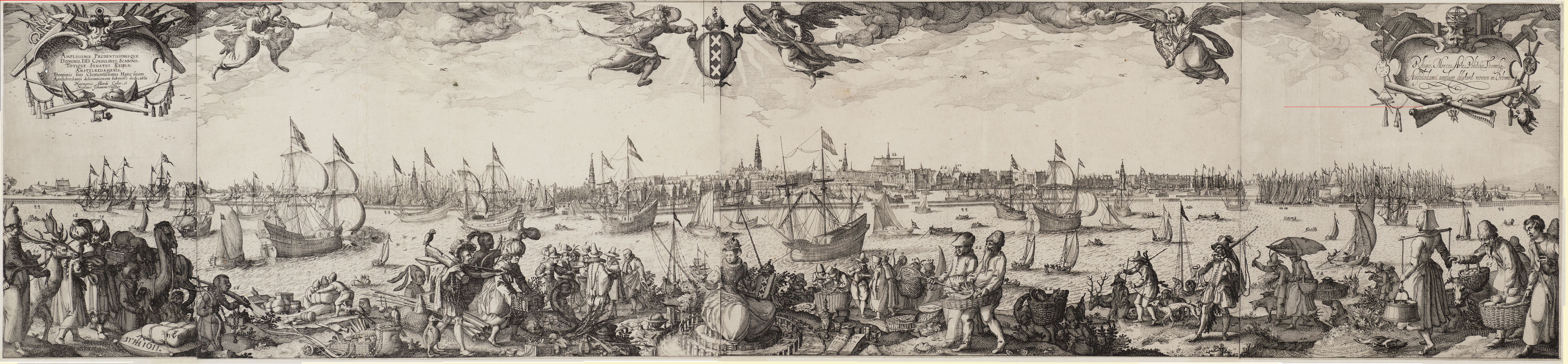
Amsterdam CJ Visscher 1611
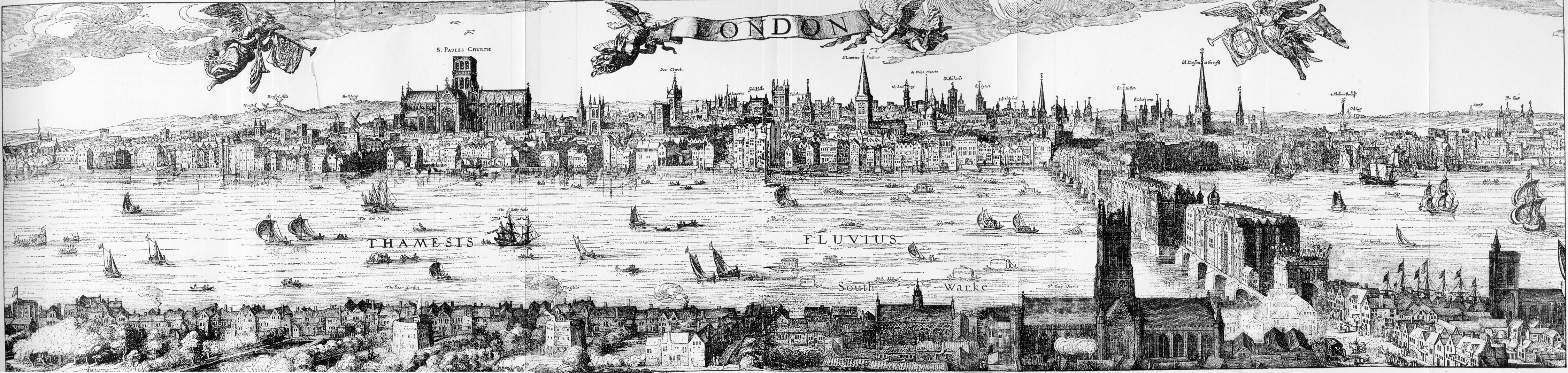
London CJ Visscher 1616
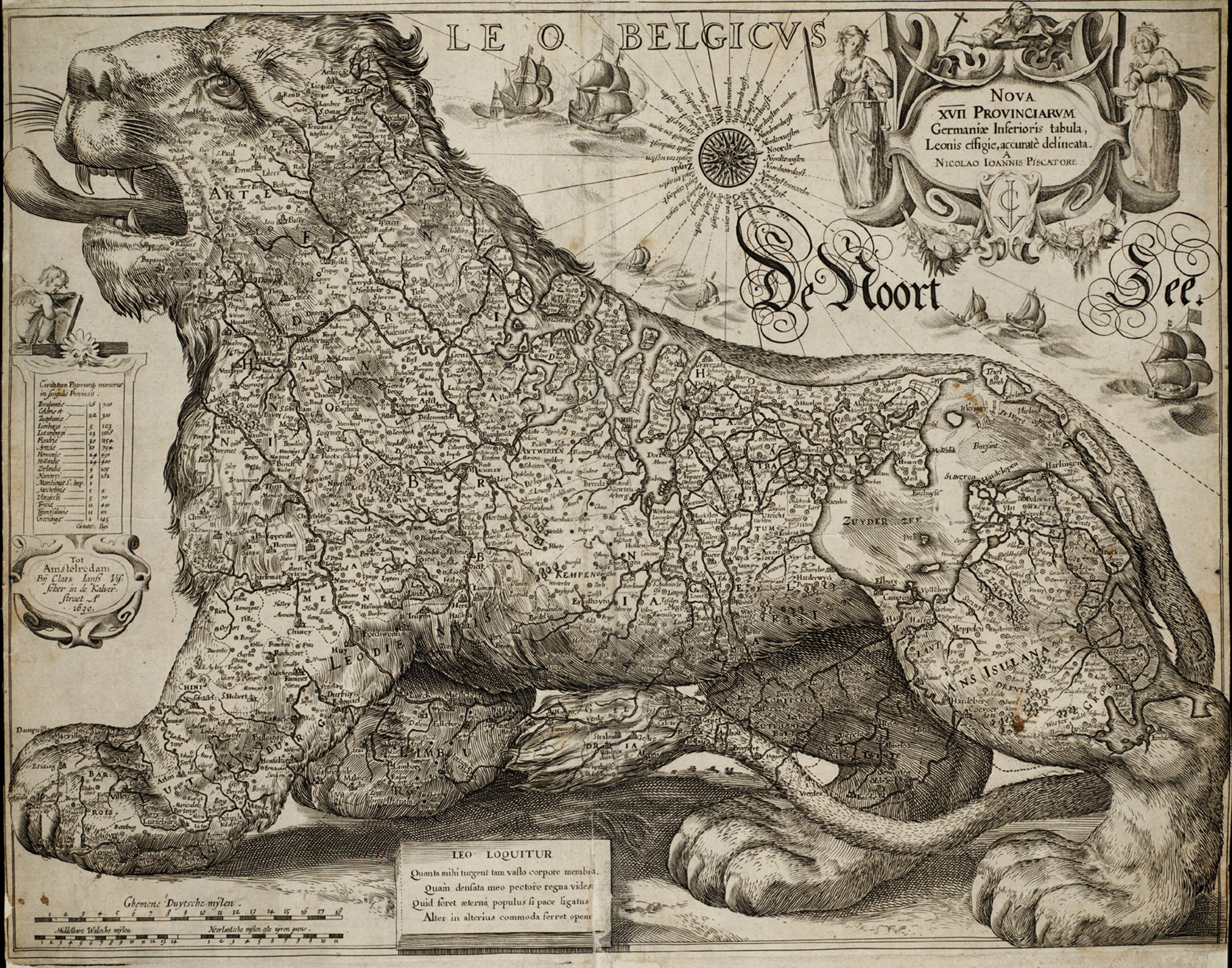
Leo Belgicus CJ Visscher 1630
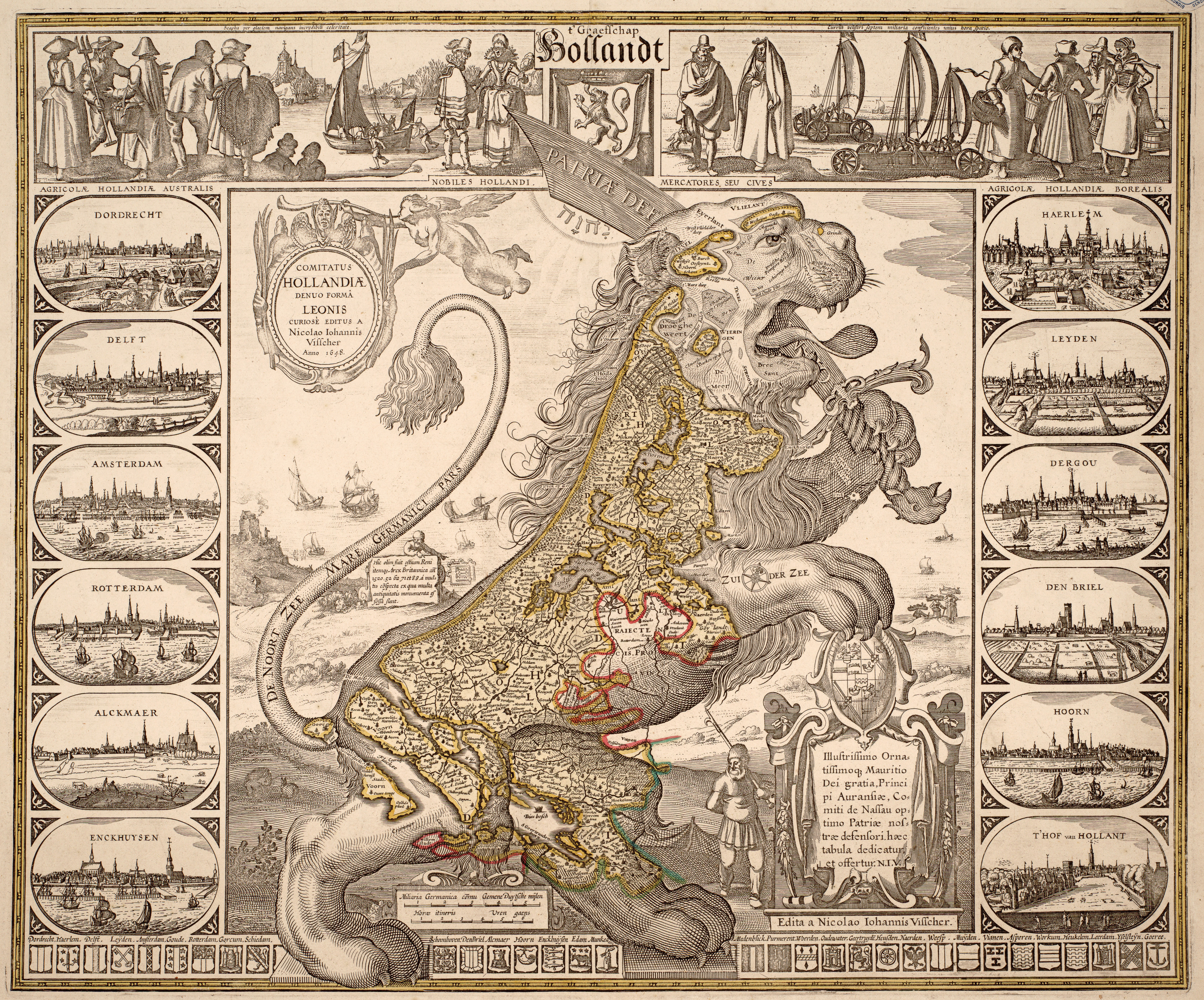
Leo 'Hollandicus' NI Visscher 1648
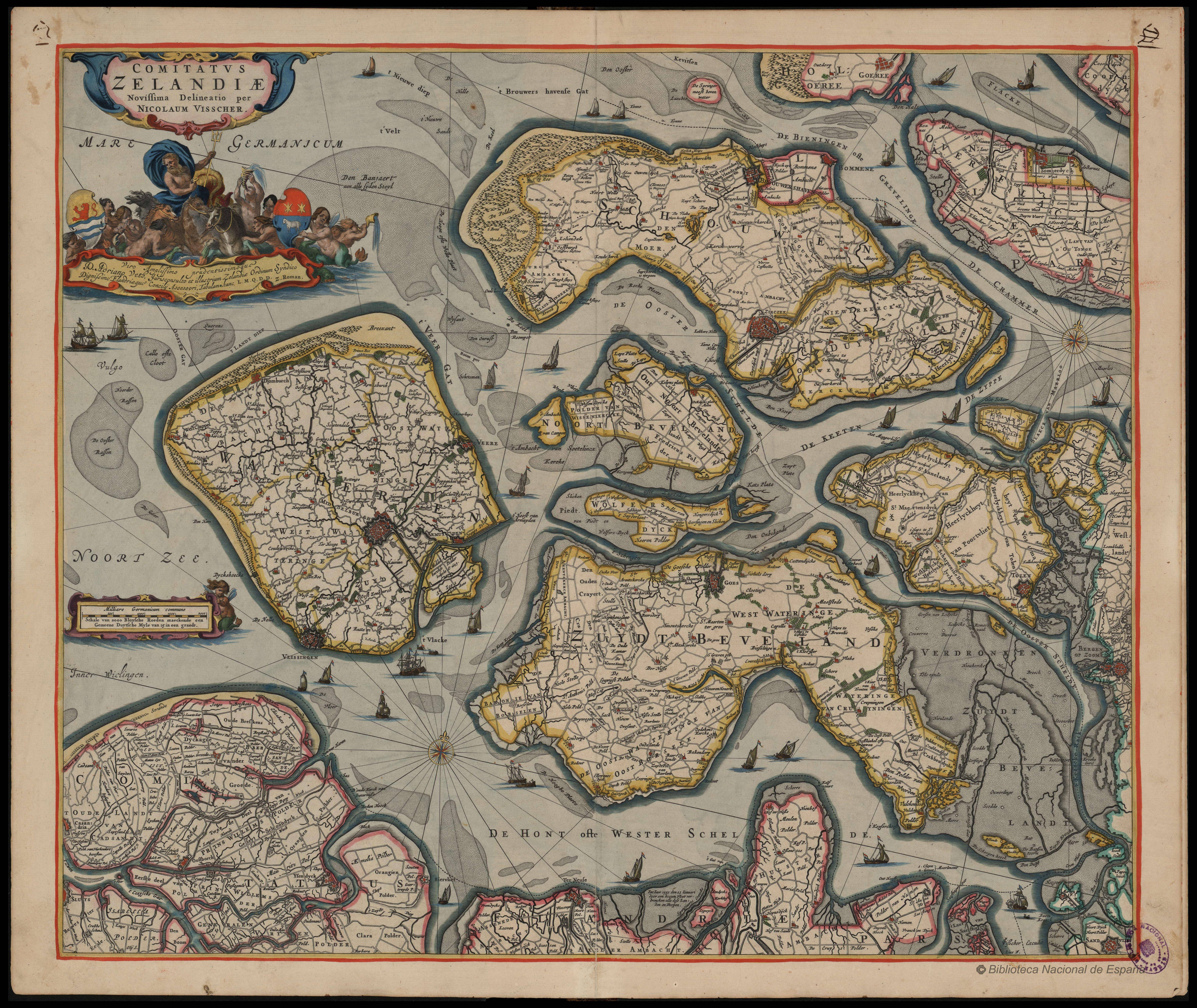
Comitatus Zelandiæ N Visscher 1650
Ducatus Brunsvicensis CJ Visscher 1650
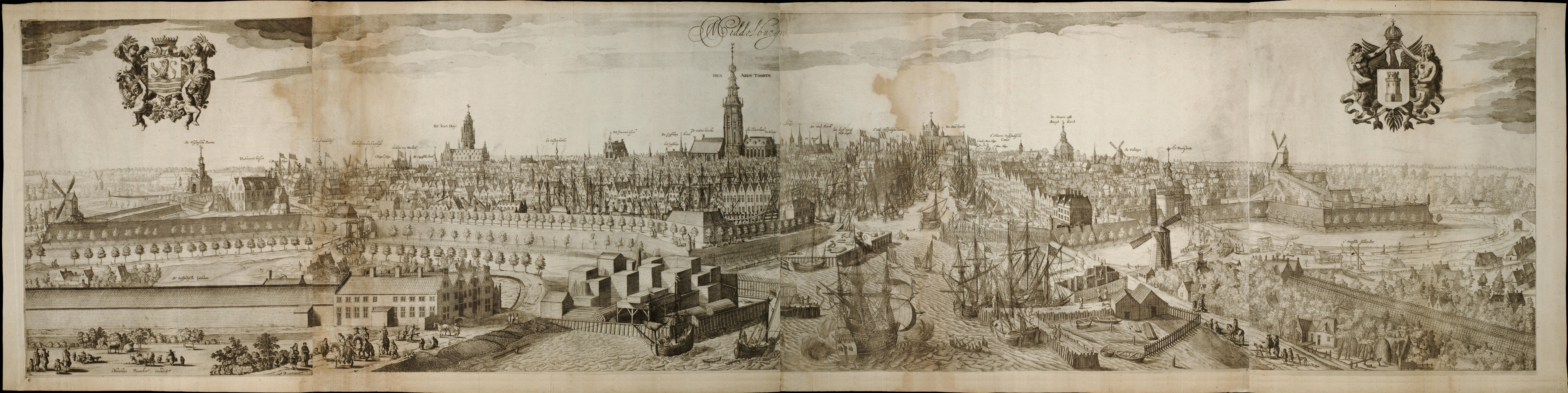
Middelburg N Visscher 1671
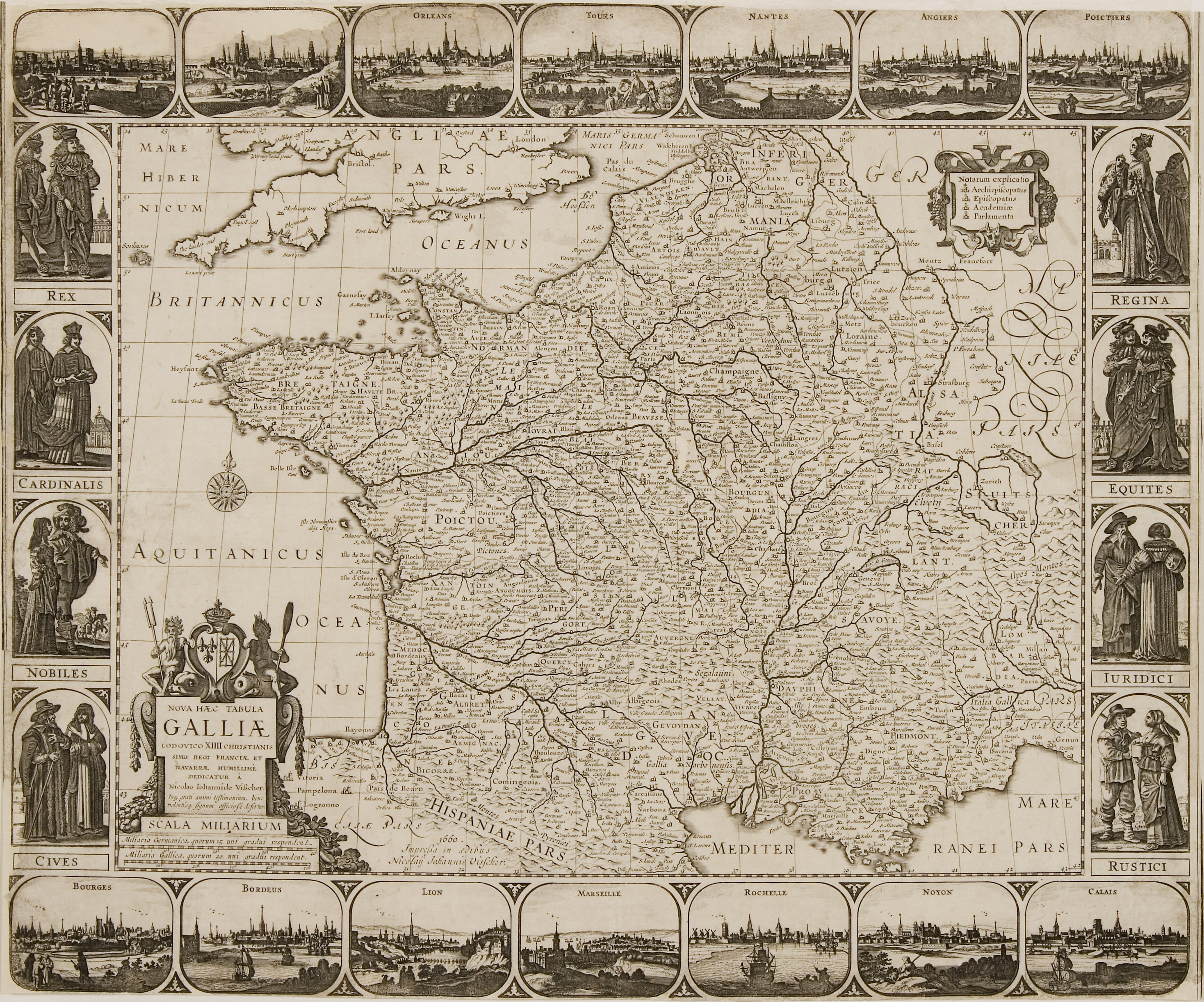
Galliæ N Visscher 1680
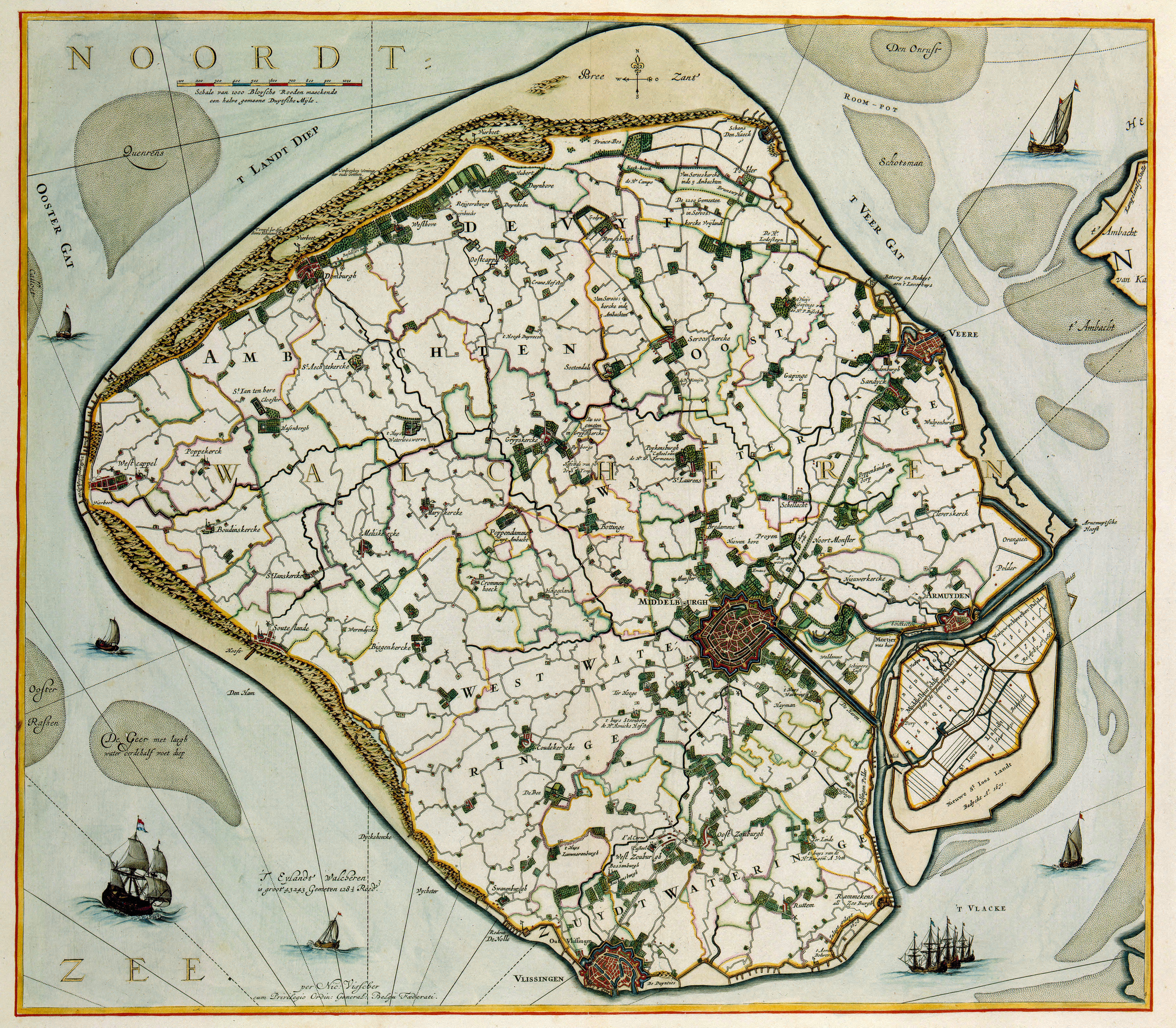
Walcheren N Visscher II 1681
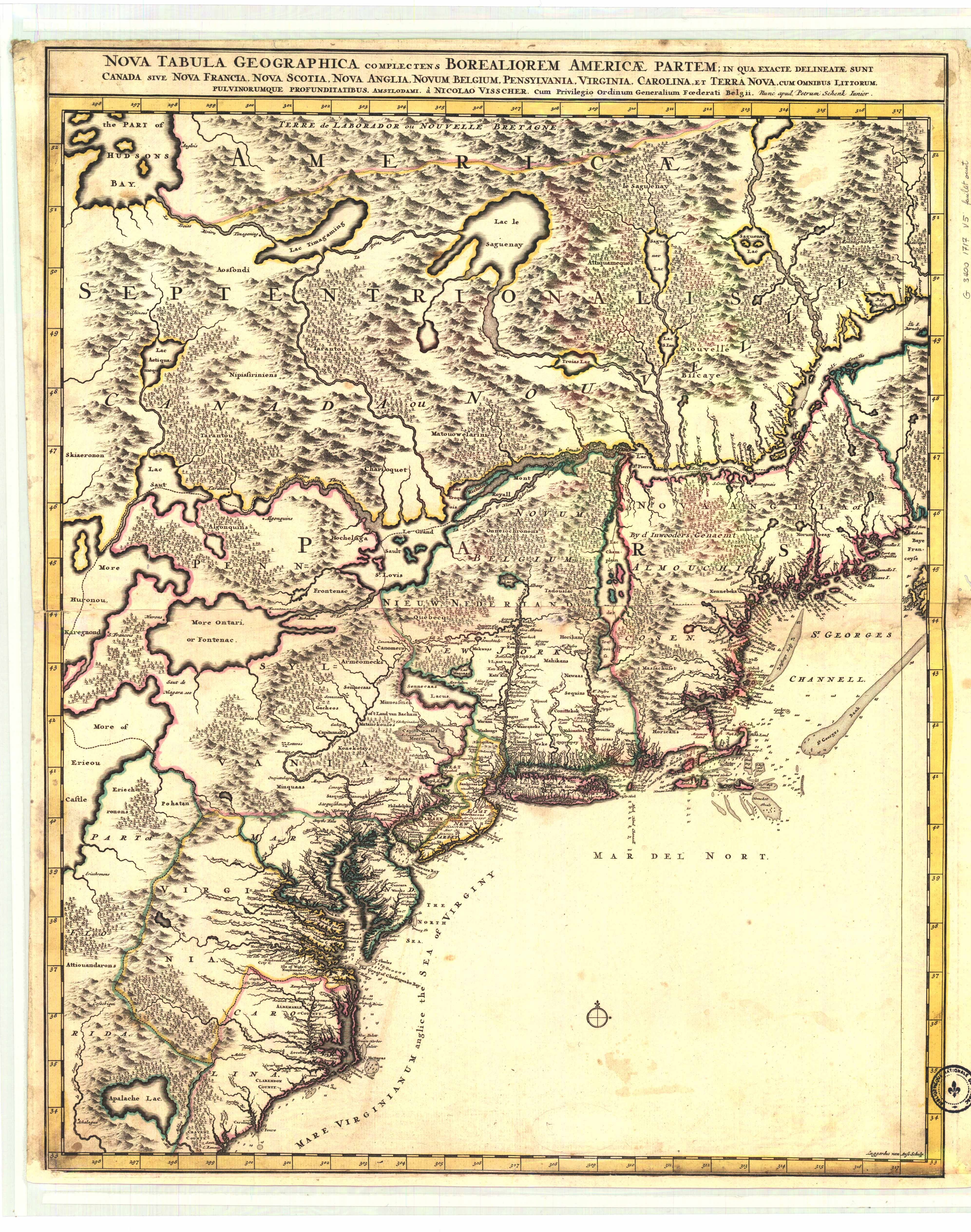
Borealiorem Americæ N Visscher 1690
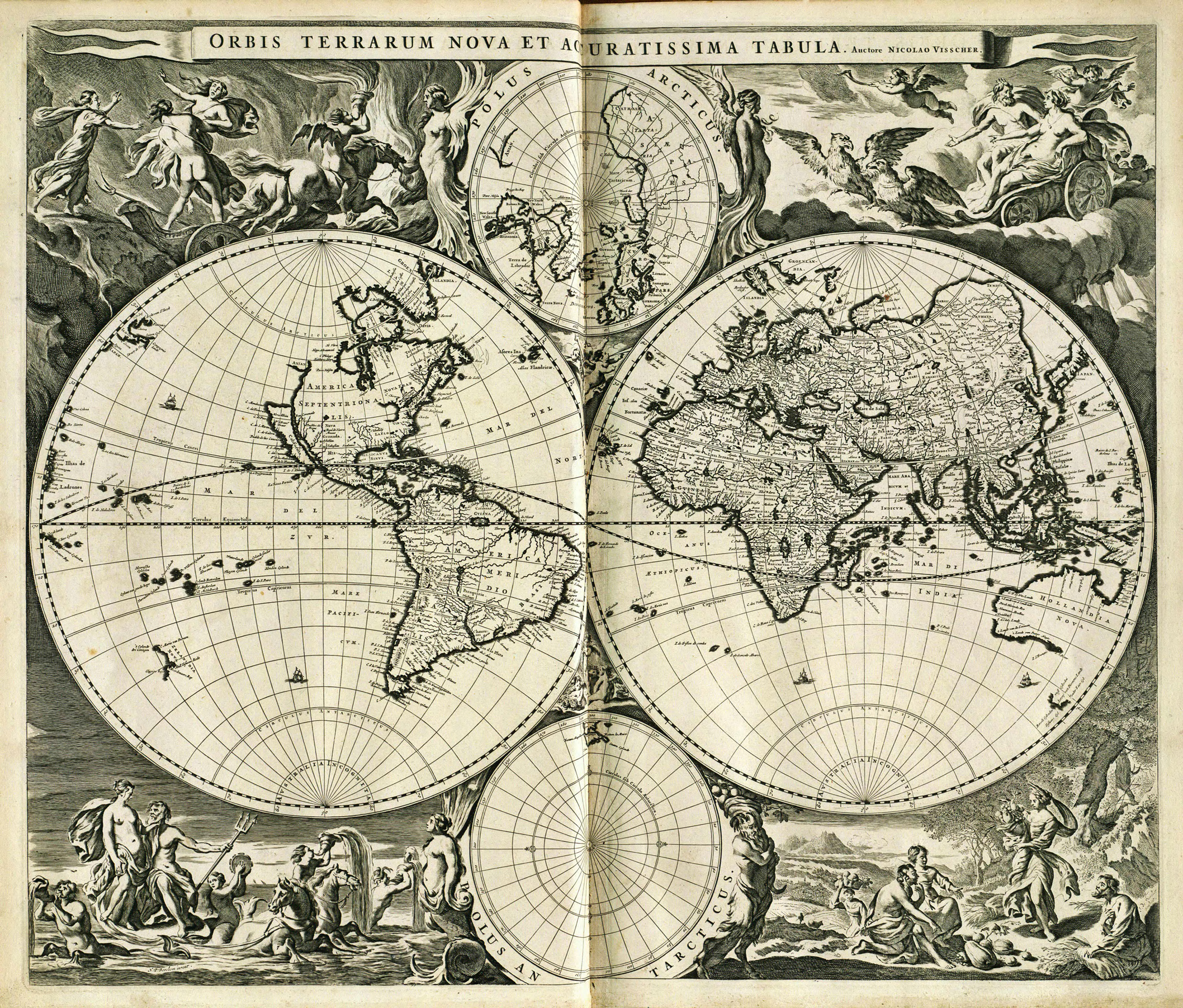
Orbis Terrarum N Visscher 1700
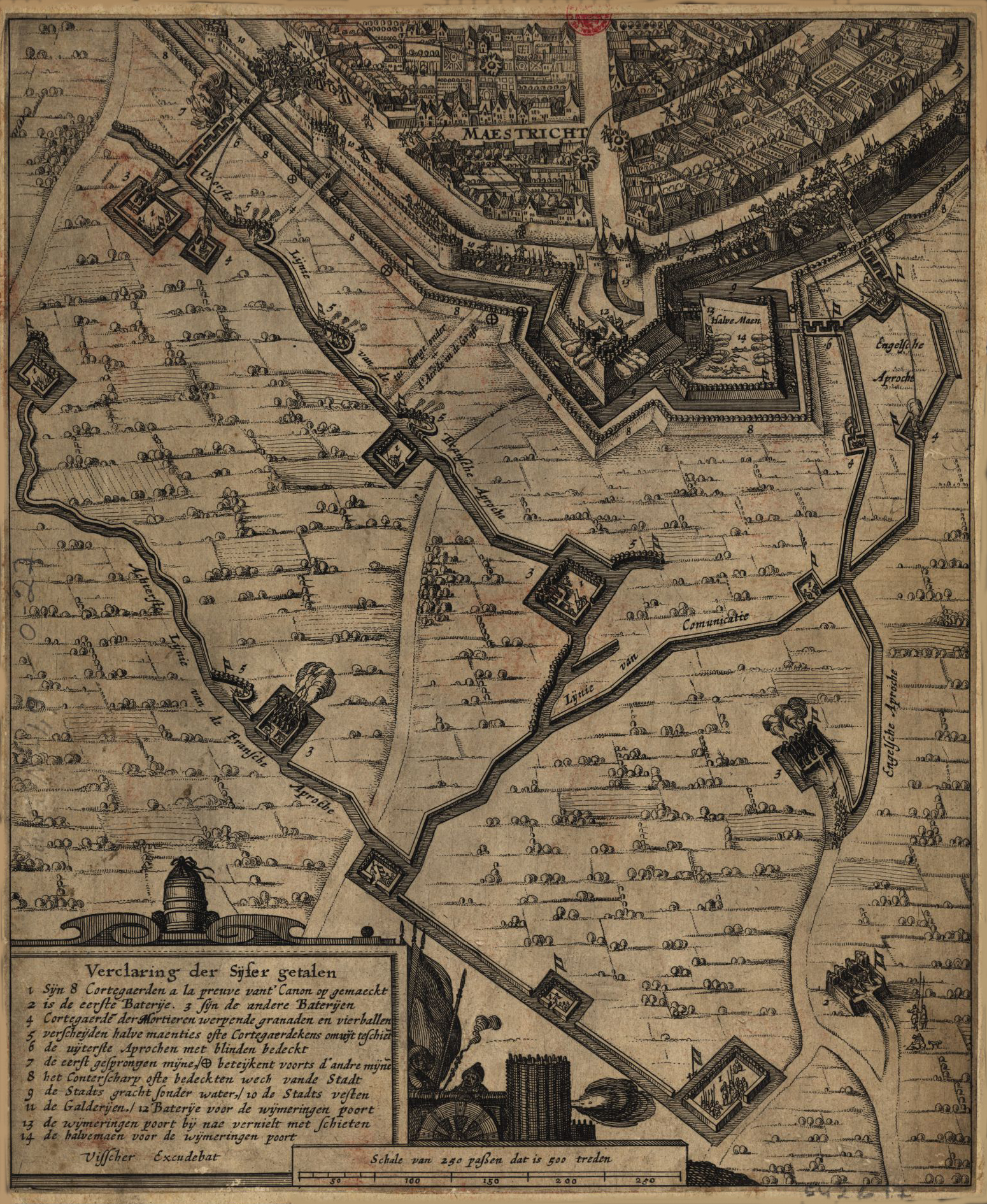
Maestricht N Visscher 1700
Bremen NJ Visscher ca. 1720
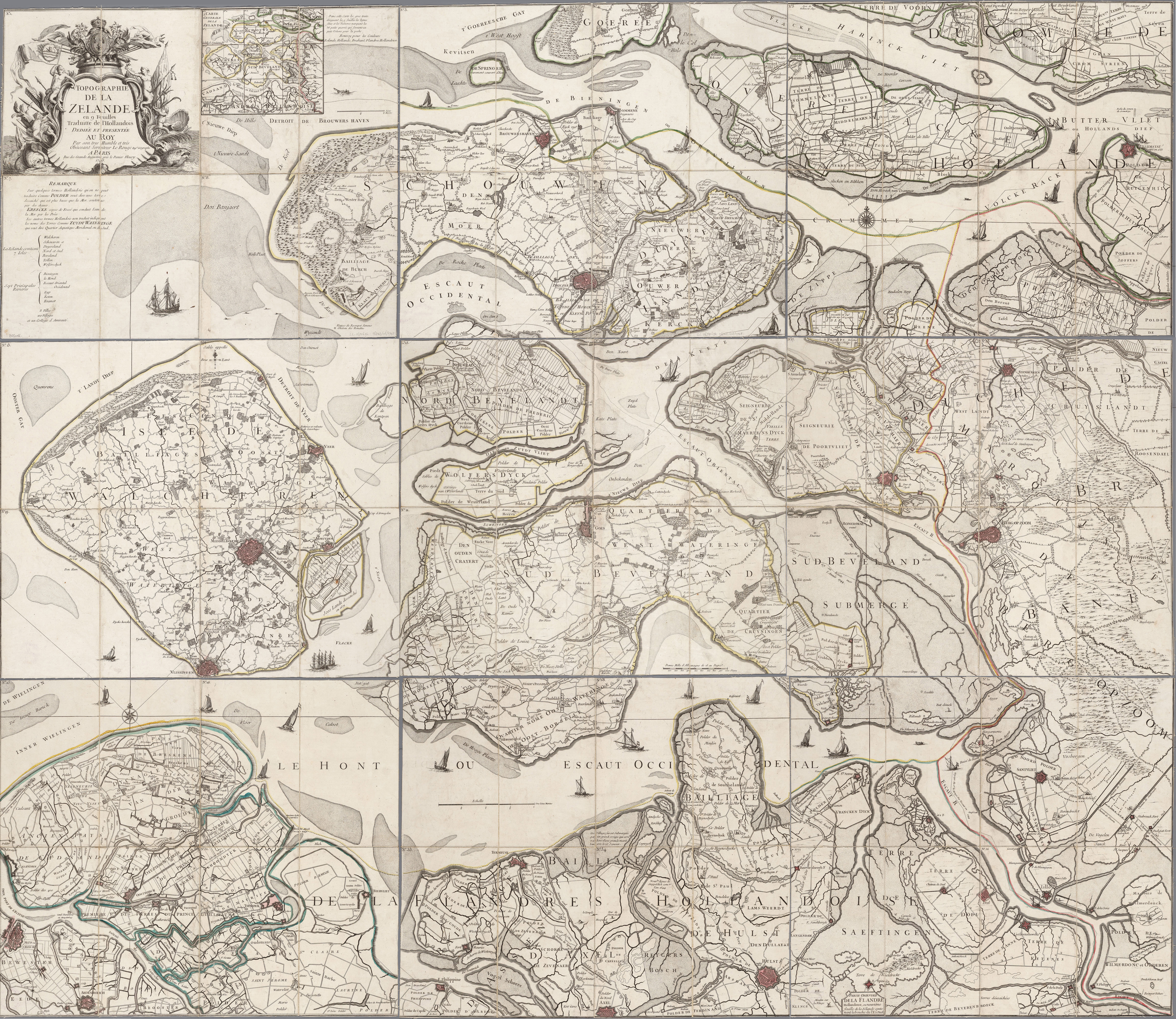
Topographie de la Zelande LeRouge 1748; naar Visscher